# Ляо Жун
Ляо Жун (кит.: 遼荣; нар. 9 серпня 1986) — китайська борчиня вільного стилю, бронзова призерка чемпіонату Азії, чемпіонка та триразова срібна призерка чемпіонатів світу серед військовослужбовців.

## Життєпис
Боротьбою почала займатися з 2002 року.
Виступала за спортивний клуб Ху Лань. Тренер — Мао Лі Мін.

## Спортивні результати на міжнародних змаганнях

### Виступи на Чемпіонатах Азії
| Змагання                       | Збірна | Вагова категорія          | Місце  |
| ------------------------------ | ------ | ------------------------- | ------ |
| Чемпіонат Азії з боротьби 2007 | КНР    | жіноча боротьба, до 51 кг | Бронза |

### Виступи на Кубках світу
| Змагання                    | Збірна | Вагова категорія          | Місце |
| --------------------------- | ------ | ------------------------- | ----- |
| Кубок світу з боротьби 2006 | КНР    | жіноча боротьба, до 48 кг | 6     |

### Виступи на Чемпіонатах світу серед військовослужбовців
| Змагання                                                  | Збірна | Вагова категорія          | Місце  |
| --------------------------------------------------------- | ------ | ------------------------- | ------ |
| Чемпіонат світу з боротьби серед військовослужбовців 2010 | КНР    | жіноча боротьба, до 48 кг | Срібло |
| Чемпіонат світу з боротьби серед військовослужбовців 2016 | КНР    | жіноча боротьба, до 53 кг | Золото |
| Чемпіонат світу з боротьби серед військовослужбовців 2017 | КНР    | жіноча боротьба, до 53 кг | Срібло |
| Чемпіонат світу з боротьби серед військовослужбовців 2018 | КНР    | жіноча боротьба, до 53 кг | Срібло |

### Виступи на змаганнях молодших вікових груп
| Змагання                                      | Збірна | Вагова категорія          | Місце |
| --------------------------------------------- | ------ | ------------------------- | ----- |
| Чемпіонат світу з боротьби серед юніорів 2003 | КНР    | жіноча боротьба, до 51 кг | 11    |